# Green Bay Packers 2012
La stagione 2012 dei Green Bay Packers è stata la 92ª della franchigia nella National Football League. La squadra vinse il titolo della NFC North division per il secondo anno consecutivo con un bilancio di 11-5. Nel primo turno di playoff batté i Minnesota Vikings, dopo di che fu eliminata dai San Francisco 49ers nel divisional round. L’attacco dei Packers finì quinto per punti segnati e undicesimo per yard guadagnate. La difesa concluse undicesima per punti subiti e ventiduesima per yard concesse. 

## Roster
| Roster dei Green Bay Packers nel 2012 |
| --- |
| Quarterback - 6 Graham Harrell - 12 Aaron Rodgers Running Back - 25 Ryan Grant - 20 Alex Green - 26 DuJuan Harris - 30 John Kuhn FB - 44 James Starks Wide Receiver - 11 Jarrett Boykin - 18 Randall Cobb - 80 Donald Driver - 85 Greg Jennings - 89 James Jones - 87 Jordy Nelson - 10 Jeremy Ross Tight End - 83 Tom Crabtree - 88 Jermichael Finley - 82 Ryan Taylor - 84 D.J. Williams Offensive Linemen - 67 Don Barclay T - 62 Evan Dietrich-Smith C - 70 T.J. Lang G - 74 Marshall Newhouse T - 63 Jeff Saturday C - 71 Josh Sitton G - 64 Greg Van Roten G Defensive Linemen - 76 Mike Daniels DE - 91 Jordan Miller NT - 96 Mike Neal DE - 79 Ryan Pickett DE - 90 B.J. Raji NT - 98 C.J. Wilson DE - 99 Jerel Worthy DE Linebacker - 49 Robert Francois ILB - 50 A.J. Hawk ILB - 59 Brad Jones ILB - 57 Jamari Lattimore ILB - 56 Terrell Manning ILB - 52 Clay Matthews III OLB - 54 Dezman Moses OLB - 93 Erik Walden OLB - 58 Frank Zombo OLB Defensive Back - 42 Morgan Burnett FS - 24 Jarrett Bush CB - 29 Casey Hayward CB - 31 Davon House CB - 43 M.D. Jennings SS - 22 Jerron McMillian FS - 37 Sam Shields CB - 38 Tramon Williams CB - 21 Charles Woodson SS Special Team - 2 Mason Crosby K - 61 Brett Goode LS - 8 Tim Masthay P Lista delle riserve - 32 Cedric Benson RB (IR-DRF) - 55 Desmond Bishop ILB (IR) - 75 Bryan Bulaga OT (IR) - 53 Nick Perry OLB (IR) - 81 Andrew Quarless TE (IR) - 28 Sean Richardson SS (IR) - 33 Brandon Saine RB (IR) - 78 Derek Sherrod OT (PUP) - 51 D.J. Smith ILB (IR) Squadra di allenamento - 48 Brandon Bostick TE - 9 B.J. Coleman QB - 77 Andrew Datko OT - 72 Garth Gerhart C - 73 Joe Gibbs G - 94 Micah Johnson ILB - 23 James Nixon CB - 41 Chaz Powell FS |
| Legenda - I rookie sono in corsivo. - Il primo ruolo è il principale mentre gli eventuali successivi indicano i ruoli secondari. - (IR) sta per Injured Reserve ed indica la lista ristretta per un solo giocatore infortunato che può tornare ad allenarsi dopo la settimana 6 e a rientrare in prima squadra dopo che questa ha giocato 8 partite. - (NF-Inj.) / (NF-Ill.) stanno rispettivamente per Non-Football Injured e Non-Football Illness ed indicano le liste dove viene inserito un giocatore che ha un infortunio o una malattia non dipendente dal football americano. - (PUP) sta per Physically Unable to Perform ed indica la lista dove viene inserito un giocatore mentre è in attesa di recuperare la condizione fisica. Nella stagione regolare dopo la sesta partita giocata dalla propria squadra, il giocatore ha tempo tre settimane per riprendere ad allenarsi, più tre settimane aggiuntive dal suo rientro agli allenamenti per rientrare in prima squadra. |

## Calendario
| Stagione regolare |                    |                       |                    |                    |                       |                    |
| Turno             | Data               | Avversario            | Risultato          | Record             | Stadio                | Sintesi            |
| 1                 | 9 settembre        | San Francisco 49ers   | S 22–30            | 0–1                | Lambeau Field         | Recap              |
| 2                 | 13 settembre       | Chicago Bears         | V 23–10            | 1–1                | Lambeau Field         | Recap              |
| 3                 | 24 settembre       | at Seattle Seahawks   | S 12–14            | 1–2                | CenturyLink Field     | Recap              |
| 4                 | 30 settembre       | New Orleans Saints    | V 28–27            | 2–2                | Lambeau Field         | Recap              |
| 5                 | 7 ottobre          | at Indianapolis Colts | S 27–30            | 2–3                | Lucas Oil Stadium     | Recap              |
| 6                 | 14 ottobre         | at Houston Texans     | V 42–24            | 3–3                | Reliant Stadium       | Recap              |
| 7                 | 21 ottobre         | at St. Louis Rams     | V 30–20            | 4–3                | Edward Jones Dome     | Recap              |
| 8                 | 28 ottobre         | Jacksonville Jaguars  | V 24–15            | 5–3                | Lambeau Field         | Recap              |
| 9                 | 4 novembre         | Arizona Cardinals     | V 31–17            | 6–3                | Lambeau Field         | Recap              |
| 10                | Settimana di pausa | Settimana di pausa    | Settimana di pausa | Settimana di pausa | Settimana di pausa    | Settimana di pausa |
| 11                | 18 novembre        | at Detroit Lions      | V 24–20            | 7–3                | Ford Field            | Recap              |
| 12                | 25 novembre        | at New York Giants    | S 10–38            | 7–4                | MetLife Stadium       | Recap              |
| 13                | 2 dicembre         | Minnesota Vikings     | V 23–14            | 8–4                | Lambeau Field         | Recap              |
| 14                | 9 dicembre         | Detroit Lions         | V 27–20            | 9–4                | Lambeau Field         | Recap              |
| 15                | 16 dicembre        | at Chicago Bears      | V 21–13            | 10–4               | Soldier Field         | Recap              |
| 16                | 23 dicembre        | Tennessee Titans      | V 55–7             | 11–4               | Lambeau Field         | Recap              |
| 17                | 30 dicembre        | at Minnesota Vikings  | S 34–37            | 11–5               | Mall of America Field | Recap              |

Note: gli avversari della propria division sono in grassetto.

### Playoff
| Playoff    |            |                            |           |        |                  |         |
| Turno      | Data       | Avversario (seed)          | Risultato | Record | Stadio           | Sintesi |
| Wild Card  | 5 gennaio  | Minnesota Vikings (6)      | V 24–10   | 1–0    | Lambeau Field    | Recap   |
| Divisional | 12 gennaio | at San Francisco 49ers (2) | S 31–45   | 1–1    | Candlestick Park | Recap   |

## Classifiche
| NFC North             |    |    |   |      |     |      |     |     |     |
|                       | V  | S  | P | %    | DIV | CONF | PF  | PS  | STR |
| (3) Green Bay Packers | 11 | 5  | 0 | .688 | 5–1 | 8–4  | 433 | 336 | S1  |
| (6) Minnesota Vikings | 10 | 6  | 0 | .625 | 4–2 | 7–5  | 379 | 348 | V4  |
| Chicago Bears         | 10 | 6  | 0 | .625 | 3–3 | 7–5  | 375 | 277 | V2  |
| Detroit Lions         | 4  | 12 | 0 | .250 | 0–6 | 3–9  | 372 | 437 | S8  |